# Aruvälja (Audru)
Aruvälja – wieś w Estonii, w prowincji Parnawa, w gminie Audru.